# جون بانون
جون بانون هو مؤرخ ونقابي وسياسي أسترالي، ولد في 7 مايو 1943 في بنديجو في أستراليا، وتوفي في 13 ديسمبر 2015 في أديلايد في أستراليا. نشط حزبياً في حزب العمال الأسترالي (فرع جنوب أستراليا) ‏.

## مناصب
- انتخب Leader of the Australian Labor Party (SA Branch) ‏ (1979 – 1992).
- انتخب وزير مالية جنوب أستراليا [الإنجليزية]‏ (10 نوفمبر 1982 – 4 سبتمبر 1992).
- انتخب Minister for State Development ‏ (14 ديسمبر 1989 – 2 سبتمبر 1992).
- انتخب Minister for the Arts ‏ (10 نوفمبر 1982 – 20 أبريل 1989).
- انتخب Minister for State Development ‏ (10 نوفمبر 1982 – 18 ديسمبر 1985).
- انتخب زعيم المعارضة [الإنجليزية]‏ (2 أكتوبر 1979 – 10 نوفمبر 1982).
- انتخب Minister of Recreation and Sport ‏ (15 مارس 1979 – 18 سبتمبر 1979).
- انتخب Minister for Local Government ‏ (15 مارس 1979 – 18 سبتمبر 1979).
- في 1989 South Australian state election [الإنجليزية]‏، انتخب عضو المجلس النيابي لجنوب أستراليا ‏ عن دائرة Electoral district of Ross Smith [الإنجليزية]‏ وقد انضم خلال فترته النيابية (17 سبتمبر 1977 – 10 ديسمبر 1993) للكتلة البرلمانية حزب العمال الأسترالي (فرع جنوب أستراليا) [الإنجليزية]‏.
- انتخب Minister assisting the Minister of Ethnic Affairs ‏ (28 سبتمبر 1978 – 15 مارس 1979).
- انتخب رئيس وزراء جنوب أستراليا ‏ (10 نوفمبر 1982 – 4 سبتمبر 1992).